# Distretto di Xiangyang
Il distretto di Xiangyang (向阳区S, Xiàngyáng QūP) è un distretto della Cina, situato nella provincia di Heilongjiang e amministrato dalla prefettura di Hegang.